# Xanthorhoe cosmodora
Xanthorhoe cosmodora là một loài bướm đêm trong họ Geometridae.